# عرفان قهوه‌چی
عرفان جان قهوه‌چی (به ترکی استانبولی: İrfan Can Kahveci) (زاده ۱۵ ژوئیه ۱۹۹۵) یک بازیکن فوتبال حرفه‌ای ترک است که به عنوان هافبک میانی در فنرباغچه بازی می‌کند.

## افتخارات
استانبول باشاک‌شهر
- سوپر لیگ فوتبال ترکیه: ۲۰–۲۰۱۹[۲]